# The F-Ups
The F-Ups est un groupe de punk rock américain, originaire de Rochester, dans le Minnesota. Il est formé en 1999, signé avec Capitol Records en 2003, et séparé en 2006. Il est mieux connu pour sa chanson Lazy Generation, incluse dans les jeux vidéo NHL 2005 et Burnout 3: Takedown.

## Biographie
Le groupe est formé en 1999 alors que ses membres sont encore lycéens. Il est d'abord composé de Travis Allen, Andy Collett, Taylor Nogo, et Chris DeWerd. À l'origine, le groupe est appelé Mr. Completely, mais change de nom pour The F-Ups juste avant sa signature au label Capitol Records en 2003. Ils commençaient à tourner localement avant la signature. Leur premier album studio, The F-Ups, qui comprend une reprise de All the Young Dudes de Mott the Hoople, est publié en juin 2004, et accueilli d'une manière mitigée par la presse spécialisée,,,,. Cette même année, leur chanson Lazy Generation, est incluse dans les jeux vidéo NHL 2005 et Burnout 3: Takedown. Le groupe sort un EP en 2004, puis se sépare en décembre 2005.
En 2009, Travis Allen reforme le groupe The F-Ups, mais sans Andy Collett et Taylor Nogo, remplacés par Nick Sacco et Alex Allen. Chris DeWerd est remplacé par Jared Ward. Depuis cette année, le groupe ne donne plus signe d'activité.

## Hang 'Em High
Entre 2006 et 2009, les membres du groupe The F-Ups, sauf Taylor Nogo, forment le groupe Hang'Em High, avec Bill Martin et Alex Allen. Après l'enregistrement d'un premier album Hang 'Em High, Chris DeWerd est remplacé par Mario Ortiz. Le groupe se sépare en 2009. Le groupe se reforme à la fin 2011 et publie un EP, Back in Session, le 27 mars 2012.